# Ulica Jerzego Turowicza w Krakowie
Ulica Jerzego Turowicza – ulica w Krakowie, położona, pomiędzy dzielnicą IX Łagiewniki-Borek Fałęcki a dzielnicą XI Podgórze Duchackie.
Nazwę ulicy nadano dla upamiętnienia Jerzego Turowicza, polskiego dziennikarza i publicysty.

## Przebieg
Ulica zaczyna swój bieg na przy skrzyżowaniu z ulicą Wincentego Witosa, Zbigniewa Herberta oraz trasą Łagiewnicką, gdzie staje się fizycznym przedłużeniem tej drugiej. Na końcowym odcinku, kilkadziesiąt metrów przed końcem ulicy, w kierunku północnym, arteria przebiega przez wiadukt nad stacją kolejową Kraków Bonarka oraz obok stawu wodnego „Bonarka”. Następnie biegnie dalej w kierunku północnym w kierunku węzła z ulicą ks. Józefa Tischnera i aleją Powstańców Śląskich, by tam zakończyć bieg. Jej przedłużeniem w tamtym miejscu staje się ta druga.

## Infrastruktura
Ulicę Jerzego Turowicza tworzy czteropasmowa ulica z ulokowanym pasem zieleni, odzielającym obie jezdnie ulicy. W ciągu ulicy znajduje się jeden przystanek autobusowy należący do MPK Kraków – „Połomskiego”, a także pawilony handlowo-usługowe wypełniające w znacznej części otoczenie ulicy oraz osiedla mieszkaniowe.